# La Blanca (Petén)

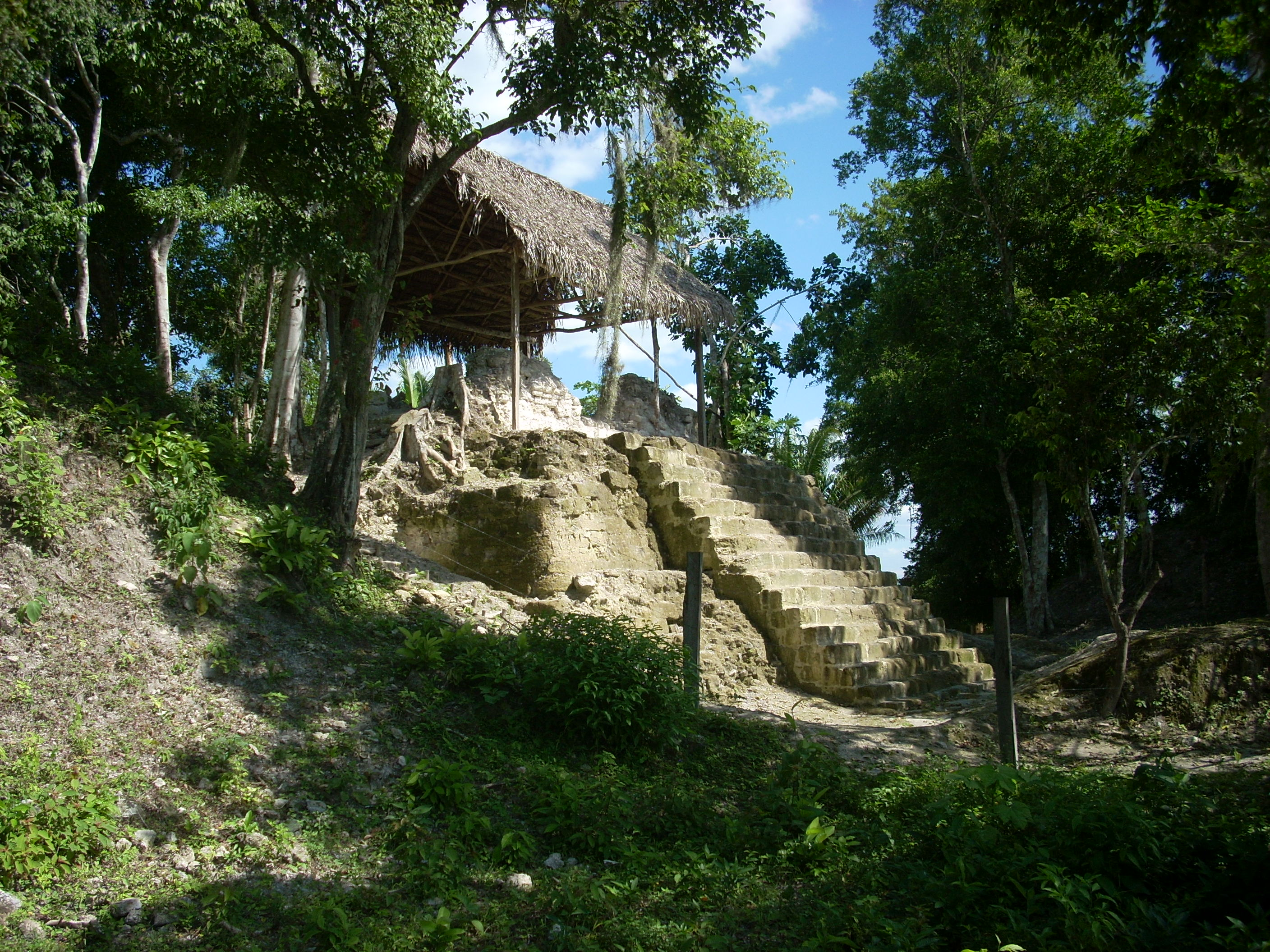
La Blanca – Tempelpyramide

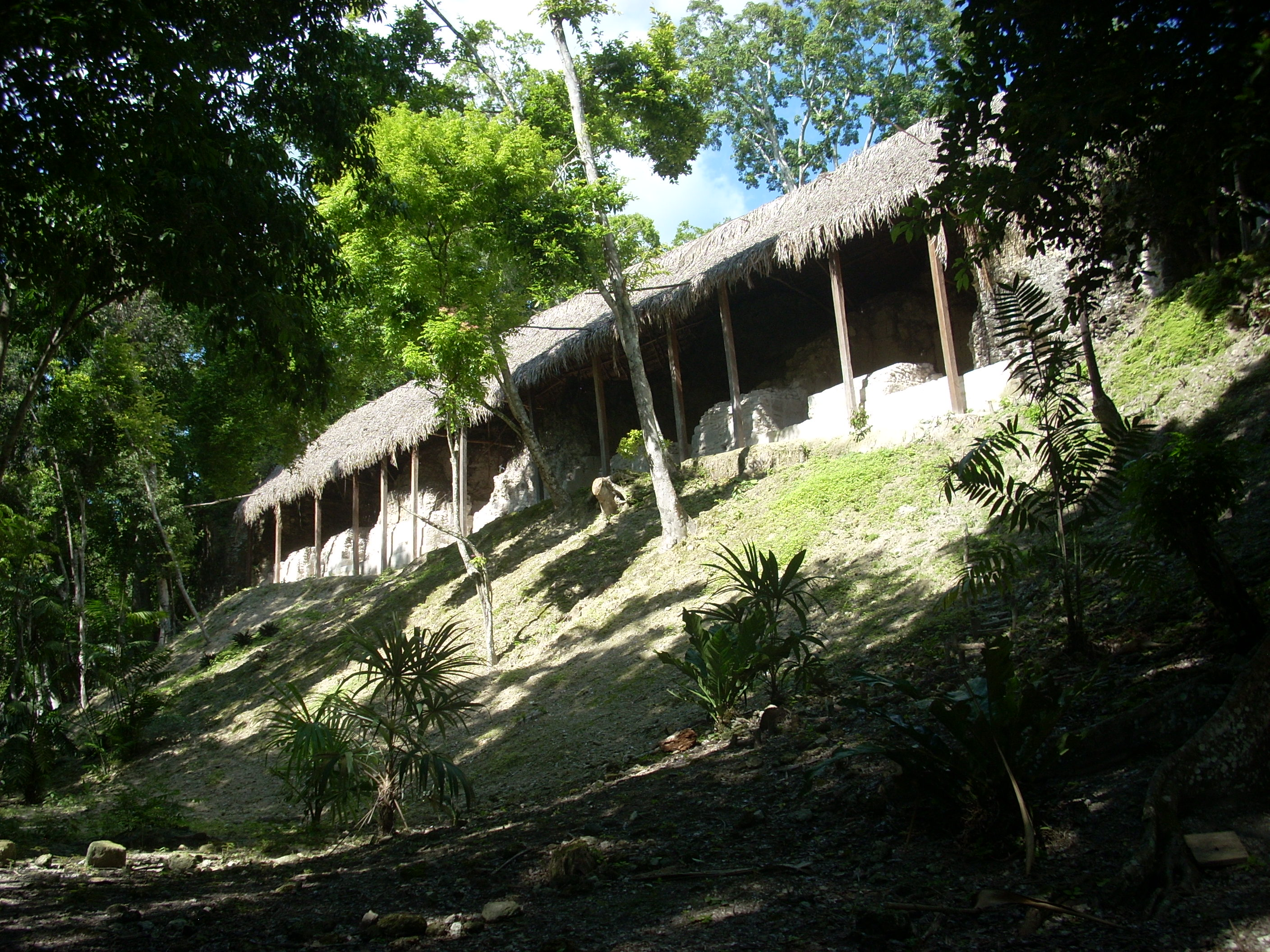
La Blanca – Acropolis

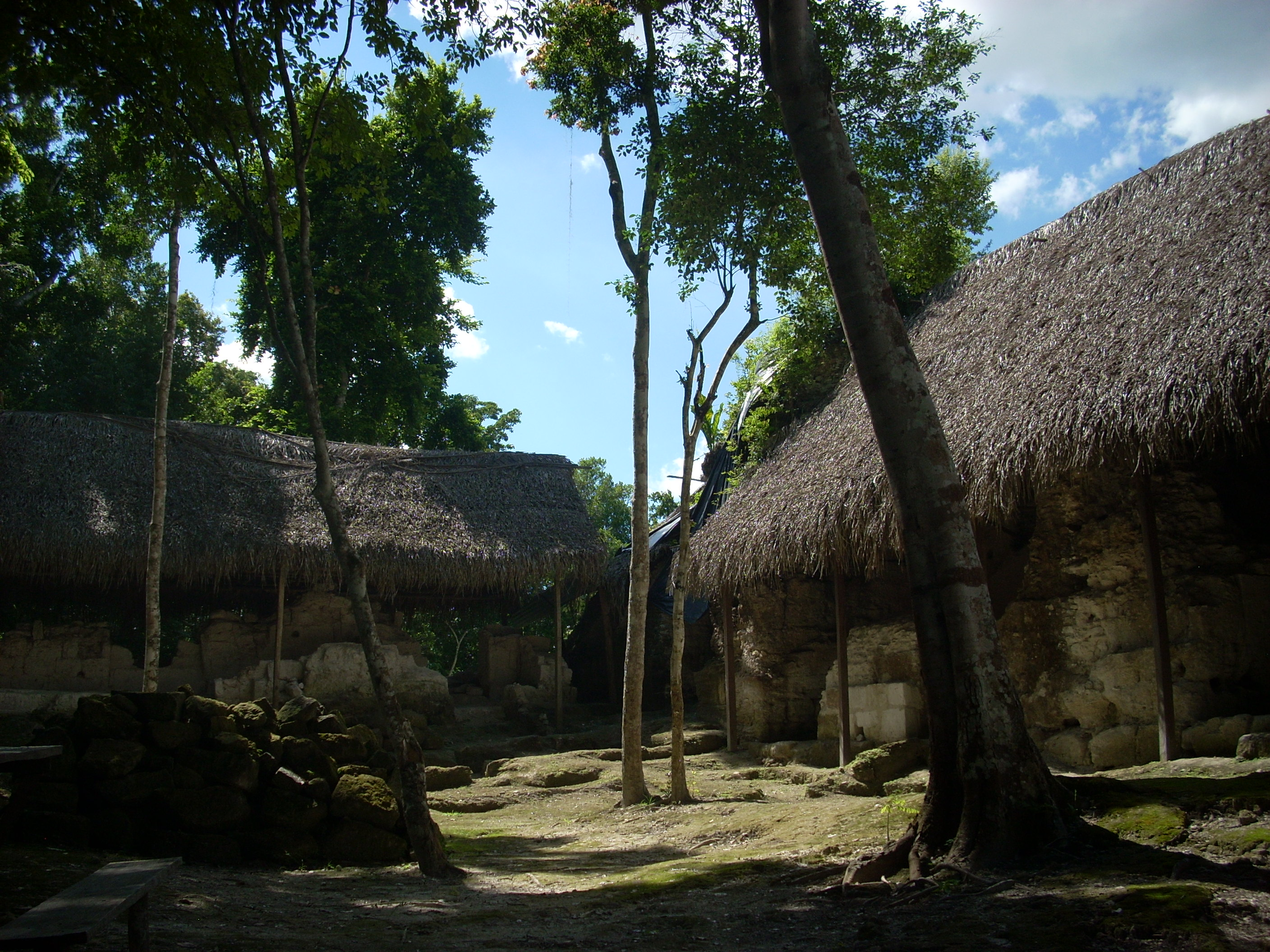
La Blanca – Acropolis

La Blanca ist der neuzeitliche Name einer Maya-Stätte im Buschwald des Petén im Osten Guatemalas nahe der Grenze zum Nachbarstaat Belize.

## Lage
Die Ruinenstätte La Blanca liegt beim gleichnamigen Dorf etwa 4 km südlich der Straße von Flores zum Grenzort Melchor de Mencos in einer Höhe von ca. 250 m.

## Geschichte
Um das Jahr 400 n. Chr. erfolgte eine erste Besiedlung der Stätte und um 800 wurde sie aufgegeben. Etwas später kamen Flüchtlinge aus anderen Maya-Stätten, doch fanden keine weiteren Bauarbeiten mehr statt. Im 11. Jahrhundert wurde der Ort endgültig verlassen.
Im Jahr 1752 hinterließ ein spanischer Offizier seinen Namen in Form einer Felsritzung. Zu Beginn des 20. Jahrhunderts beschäftigte sich der Maya-Forscher Teobert Maler mit den Ruinen; danach folgten weitere Besuche anderer Forscher. Im Jahr 1980 kartierte Ian Graham die immer noch von Buschwald überwucherte Stätte. Erst in den Jahren nach 1995 erfolgten erste Freilegungen und Restaurierungsarbeiten an den Gebäuden.

## Ausgrabungsstätte
Die Ausgrabungsstätte besteht im Wesentlichen aus zwei Zentren (Grupo Norte und Grupo Sur). Zentrum der Nordgruppe ist ein großer Platz mit einem erhöht liegenden dreiseitigen Gebäude (acropolis), von dem aus eine befestigte Straße (Sacbé) zur ca. 300 m entfernten Südgruppe ausging, wo die ehemals knapp 15 m hohe Tempelpyramide steht.